# Delectus Florae et Faunae Brasiliensis
Delectus Florae et Faunae Brasiliensis (abreviado Del. Fl. Faun. Bras.) es un libro con ilustraciones y descripciones botánicas que fue escrito por el botánico, zoólogo y entomólogo austro-húngaro-alemán Johann Christian Mikan. Fue publicado en 4 partes en los años 1820-1825.

## Publicación
- Parte nº 1 - 1820
- Parte nº 2 - 1822
- Parte nº 3 - Jul-Oct 1823
- Parte nº 4 - 1825